# Resolució 1215 del Consell de Seguretat de les Nacions Unides
La Resolució 1215 del Consell de Seguretat de les Nacions Unides, adoptada per unanimitat el 17 de desembre de 1998 després de reafirmar totes les resolucions anteriors del Sàhara Occidental, en particular la Resolució 1204 el Consell va ampliar el mandat de la Missió de Nacions Unides pel Referèndum al Sàhara Occidental (MINURSO) fins al 31 de gener de 1999 per permetre noves consultes entre les parts.
El Consell de Seguretat va prendre nota de la visió del Govern del Marroc i que el Frente Polisario havia d'aplicar les mesures proposades pel secretari general Kofi Annan en el seu informe per ampliar el Pla de Regularització. Va assenyalar que les seves propostes per llançar simultàniament els processos d'identificació i apel·lació demostrarien la seva voluntat d'accelerar els plans d'un referèndum.
Es va demanar a ambdues parts que signessin el protocol de repatriació dels refugiats amb l'Alt Comissionat de les Nacions Unides per als Refugiats (ACNUR) i permetessin a l'ACNUR realitzar treballs preparatoris per a la repatriació dels refugiats. Es va demanar al Marroc que conclogués un Status of Forces Agreement per facilitar el desplegament de les unitats militars de la MINURSO.
La resolució es va concloure demanant al Secretari General que informés al Consell el 22 de gener de 1999 sobre els esdeveniments del Sàhara Occidental.